# Dawn chorus

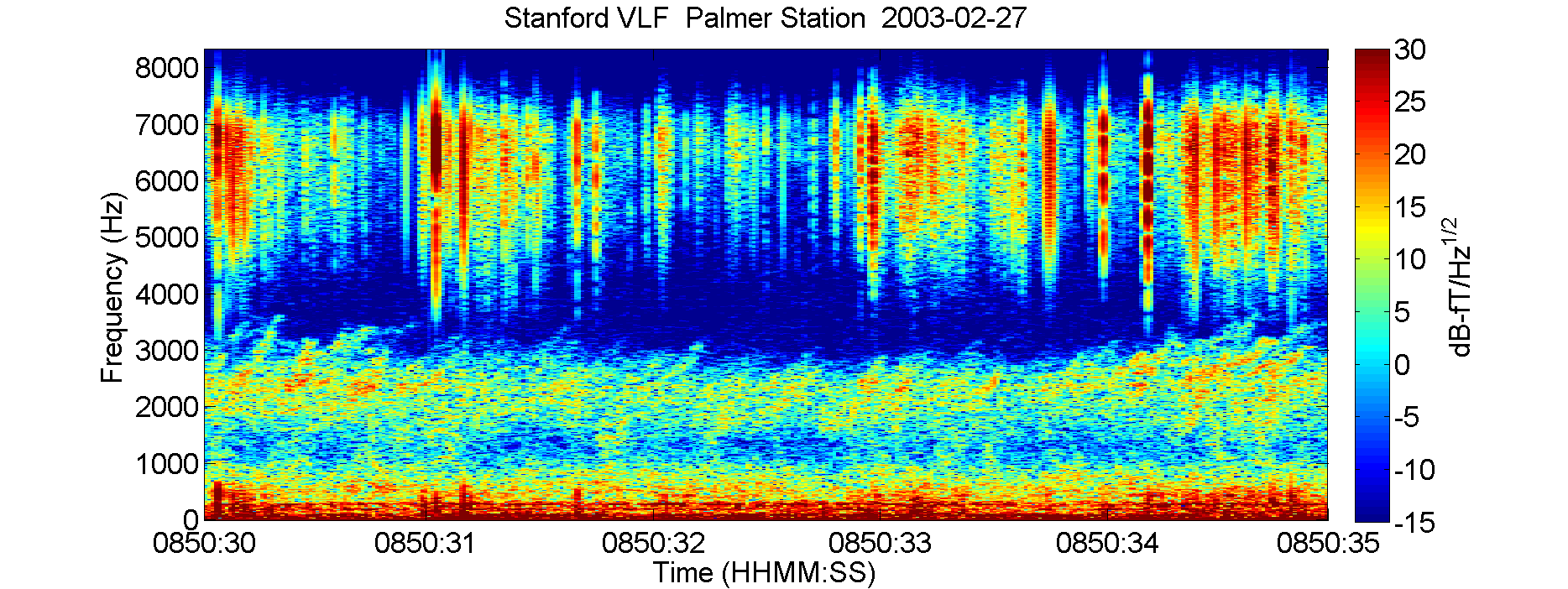
Uno spettrogramma VLF di un chorus elettromagnetico, ricevuto dal ricevitore del gruppo di studio VLF dell'Università di Stanford presso la Stazione Palmer, in Antartide. Il chorus può essere osservato tra 1000 Hz e 3000 Hz, inserito tra i componenti degli sferics.

Un dawn chorus, letteralmente coro dell'alba, è un fenomeno elettromagnetico che si verifica la maggior parte delle volte all'ora locale dell'alba o poco dopo. Con l'attrezzatura radio appropriata, un dawn chorus può essere convertito in suoni che assomigliano al coro degli uccelli all'alba.
Si pensa che i dawn chorus siano generati da interazioni ciclotroniche, spostate in frequenza per effetto Doppler, tra distribuzioni anisotrope di elettroni energetici (> 40 keV) e rumore VLF ambientale di fondo. Questi elettroni energetici vengono generalmente immessi nella magnetosfera interna all'inizio della fase di espansione del fenomeno elettromagnetico. I dawn chorus si verificano più frequentemente durante le tempeste geomagnetiche.
Il fenomeno si verifica anche durante le aurore polari e, in tal caso, è chiamato aural chorus.